# Skra Bełchatów
PGE Skra Bełchatów SSA ist ein polnischer Volleyballverein aus Bełchatów, dessen Männer in der Polnischen Volleyball-Liga und in der Champions League spielen.

## Nationale Liga und Pokal
Nachdem es für Skra fast 50 Jahre lang zu keinem Titel gereicht hatte, gewann der Verein seit 2005 neunmal die Meisterschaft und siebenmal den Pokal.

## Europapokal
Skra Bełchatów spielt seit 2005 fast ununterbrochen in der Champions League und richtete bisher dreimal (2008, 2010 und 2012) die Finalrunde (Final Four) aus.

## Volleyball-Klub-WM
Bei der Volleyball-Klub-Weltmeisterschaft 2009 und 2010 belegte der Verein den zweiten Platz.

## Erfolge
- Volleyball Champions League
 (x1) 2012
 (x2) 2008, 2010, 2019
- Volleyball-Klub-Weltmeisterschaft
 (x2) 2009, 2010
 (x1) 2012
- Polnische Meisterschaft
 (x9) 2005, 2006, 2007, 2008, 2009, 2010, 2011, 2014, 2018
 (x2) 2012, 2017
 (x3) 2002, 2015, 2016
- Polnischer Pokal
 (x7) 2005, 2006, 2007, 2009, 2011, 2012, 2016
- Polnischer Superpokal
 (x4) 2012, 2014, 2017, 2018